# Tregua di Parabiago
La tregua di Parabiago (28 agosto-29 agosto 1257) è la premessa di un trattato di pace, chiamato Pace di Sant'Ambrogio, che pose fine alle lotte interne al Comune di Milano tra popolo (Commune populi) e nobiltà (Commune militum), consolidando il potere dei Torriani come Signori di Milano e scongiurando una guerra civile.

## Cause
Tali "litigi" iniziarono per colpa delle ambizioni dell'allora arcivescovo Leone da Perego, capo dei nobili, che per mantenere i privilegi tradizionali, non volle ammettere il popolo alla politica cittadina.
Culminarono però con un omicidio: un nobile, Guglielmo da Landriano, per far fronte ad una personale crisi economica, si indebitò con il popolano Guglielmo Salvo di Porta Vercellina, ma non riuscendo più a restituirgli i soldi, decise di assassinarlo con l'inganno, invitandolo nella sua villa di Marnate, e nascondendo il corpo, che fu poi ritrovato dalla servitù e portato in Milano, per le vie e le piazze principali, scatenando così l'ira "popolana".

## Premesse di guerra
Sotto la guida di Martino della Torre, il Commune populi insorse, costringendo il ceto nobiliare alla fuga dalla città nel luglio del 1257, con la protezione dell'arcivescovo. Così il 5 agosto questi ultimi ripararono a Castelseprio, mentre le milizie popolane assediarono le terre intorno a Fagnano Olona.
Intanto però arrivarono per il Commune militum i primi rinforzi dal Seprio e muovendosi verso Varese, il 15 agosto incontrarono i nobili Comaschi. Insieme respinsero fino a Nerviano i popolani, occupando a loro volta Legnano e Canegrate; però, a fianco della popolazione, il 24 agosto giunse il Carroccio, pronto allo scontro.
Tra le altre cose durante gli spostamenti, l'arcivescovo Leone da Perego si ammalò e rimase nel suo palazzo di Legnano, fino alla data della sua morte (14 ottobre 1257).

## Epilogo
Nel frattempo si era mossa la macchina diplomatica e grazie agli ambasciatori di Brescia, Bergamo, Crema, Novara, Pavia e Lucca, capeggiati dal conte Egidio di Cortenuova, si chiese una tregua per far poi intervenire il papa alla riappacificazione.
Infine si decise di incontrarsi a Parabiago, ove il 28 agosto, sul sagrato della chiesa dei Santi Gervaso e Protaso, i due porta-voce precedentemente eletti, Bardino Bosso per i nobili e Jacopo Eusebio per il volgo, discussero il compromesso e lo firmarono definitivamente il giorno dopo (29 agosto), sotto la mediazione dei Frati Predicatori Minori, rappresentanti occasionali dello Stato della Chiesa.
La tregua venne pubblicata per un mese, in entrambe le fazioni e durò un anno, sostituita dalla definitiva Pace di Sant'Ambrogio (4 agosto 1258), chiamata così perché venne firmata nella Basilica di Sant'Ambrogio a Milano.